# Глобус (монумент, Пенза)
Монумент «Глобус» — 13-метровое памятное монументальное инженерное сооружение в г. Пензе, олицетворяющее земной шар и символизирующее международную дружбу, один из известных и узнаваемых символов этого города.

## История
В начале 1970-х годов улица Суворова г. Пензы начала принимать свой современный облик. Сносили старые деревянные дома частного сектора, строили пятиэтажки, расширяли проезжую часть. Появилась сложная транспортная развилка. Смотрелась она мрачновато, поэтому её решили украсить. Эстетика потребовала размещения в центре кольца, форму которого имеет площадь Дружбы, некоего крупного объекта, который не требовал бы подхода к нему для детального рассмотрения и преобразил данную территорию. Этим объектом и стала металлическая конструкция — копия земного шара, установленная в декабре 1972 года в дни юбилейных торжеств, посвящённых 50-летию образования СССР. Иногда встречается достаточно странная версия, согласно которой монумент «Глобус» в г. Пензе появился в честь 30-летия ООН в 1974 году. Это является выдумкой и искажением фактов.
Монумент «Глобус», первоначально, планировали посвятить 55-й годовщине Октябрьской революции и открыть 7 ноября 1972 года. Однако к этой дате объект изготовить и установить не успели из-за изменений проекта (первоначально планировалось, что внешняя поверхность «Глобуса», как и у Унисферы в Нью-Йорке не будет металлизирована; позднее решив, что такая конструкция будет вызывать ассоциации с тюремной решеткой, его поверхность сделали закрытой, что потребовало изменить проекты опорных конструкций с учётом увеличившейся ветровой нагрузки). В итоге дату открытия перенесли на декабрь, посвятив её 50-й годовщине образования СССР.
Монумент «Глобус» расположен на площади Дружбы, которую образует пересечение транспортных узлов трёх городских улиц: Суворова, Бекешской и 8 Марта.
Улица Бекешская, в свою очередь, также символизирует международную дружбу: она, как и монумент «Глобус», появилась в 1972 году и была названа в честь венгерского города Бекешчаба (венг. Békéscsaba) — побратима города Пензы с 1970 года. В г. Пензе 24 ноября 1970 года было открыто Пензенское отделение Общества советско-венгерской дружбы. Дружеские связи между г. Пензой и г. Бекешчаба поддерживались до конца 1980-х годов (туристические поездки, обмен делегациями руководителей и специалистов партийных, советских, хозяйственных органов, деятелей культуры и искусства).
Площадь Дружбы получила своё название в 1986 году, до этого — в 1979—1986 годах она называлась «Новая площадь». Жителями города название «Площадь Дружбы» употребляется довольно редко и многим неизвестно.

## Описание
Высота всего монумента — 13 метров (он выше 4-этажных зданий тех лет). Диаметр макета земного шара — 8 метров.
Макет земного шара выполнен из ажурного сплетения лёгких металлических несущих конструкций, а вся поверхность облицовки металлизирована алюминием.
На макете земного шара присутствуют выпуклые рельефы 5 континентов земного шара — Евразии, Африки, Северной Америки, Южной Америки, Австралии. Отсутствует — Антарктида (видимо, по причине отсутствия постоянного населения и из-за особенностей конструкции). Также создана металлическая сетка из меридианов и параллелей. Рельефы всех континентов набраны из тонких отполированных алюминиевых листов. На северо-востоке рельефа Евразии выделены государственные границы Советского Союза и, как на политической карте мира присутствует аббревиатура «СССР» (буквы также рельефны и выполнены из металла). В момент создания монумента и в советское время государственные границы СССР были окаймлены золотым цветом, аббревиатура «СССР» также была начертана золотом. В настоящее время монумент имеет единую цветовую гамму, золотой цвет отсутствует.
Макет земного шара закреплён на опорно-поворотном устройстве, расположенном в цоколе фундамента. Вращение шара осуществляется электроприводом через систему зубчатой передачи. Предполагалось, что макет шара будет вращаться вокруг своей оси,  делая (для наглядности и удобства восприятия) один оборот за 1-2 часа. В советское время так и происходило. Затем монумент вышел из строя и перестал вращаться. В начале 2000-х годов его отремонтировали, но теперь он стал совершать один оборот в сутки вокруг своей оси, как и планета Земля. Автором проекта реконструкции монумента стал председатель совета ветеранов ОАО «Эра» Владимир Андреевич Бобиков, которого, по этой причине, очень часто ошибочно считают автором монумента.

Монумент «Глобус», украшенный в стиле ёлочной игрушки (декабрь 2016 г.)

Фундамент монумента опоясан 10-метровым металлическим кольцом. На этом кольце объёмными полутораметровыми металлическими буквами был начертан лозунг:  «Пролетарии всех стран, соединяйтесь!». Так как монумент создавался в советское время и к 50-летию СССР, соответствующее воззвание было призвано символизировать международную дружбу и пролетарское единство.  В настоящее время на месте этого лозунга располагается социальная или коммерческая реклама (на основной иллюстрации к данной статье, сделанной 6 мая 2014 года, можно увидеть, что на кольце, опоясывающем фундамент монумента, размещается поздравление с Днём Победы, начертанное на фоне Георгиевской ленты; ранее здесь находилась реклама операторов сотовой связи, радиостанций, банков и пр.).
Зимой 2016—2017 и 2017—2018 годов, в преддверии новогодних праздников, монумент «Глобус» был украшен по типу ёлочной игрушки-шара. С внешних сторон Глобус был равномерно обтянут светодиодными нитями, а на его верхушке установили стилизованное крепление, с помощью которого игрушки обычно вешают на ёлку.

## Авторы монумента
Авторами монумента «Глобус» является коллектив работников Пензенского Всесоюзного научно-исследовательского и проектно-технологического института химического машиностроения (ныне — ОАО «Научно-исследовательский и проектно-технологический институт химического машиностроения»).
Руководитель проекта — Борис Васильевич Мишнин (1921—1996).
Участники проектирования монумента: старшие инженеры Александр Николаевич Артоболевский (1945—2018), Владимир Иванович Перепёлкин; инженеры Владимир Григорьевич Хибриков, Игорь Константинович Клюев, Вячеслав Николаевич Косогоров, Наталия Ивановна Лазарева.
Монумент «Глобус» интересен тем, что в его создании в 1972 году не принимали участие ни художники, ни скульпторы, ни архитекторы, которыми, как правило, создаются проекты памятных сооружений. Пензенский «Глобус» спроектировали только инженеры. Художники же, ознакомившись уже с готовым проектом, рекомендовали опоясать фундамент монумента металлическим кольцом. Эта рекомендация была учтена и реализована. Так монумент приобрёл законченный вид.
Все работы по изготовлению монумента выполнялись в экспериментальных мастерских Пензенского Всесоюзного научно-исследовательского и проектно-технологического института химического машиностроения. Для этих целей была организована специальная бригада слесарей, работой которых руководил инженер Борис Васильевич Ирышков.
В изготовлении отдельных деталей монумента также приняли участие рабочие завода «Пензхиммаш» (ныне — ОАО «Пензхиммаш»), объединения «Тяжпромарматура» (ныне — ОАО «Пензтяжпромарматура»), Управления механизации № 2 треста «Спецстроймеханизация» (ныне — ОАО «Управление механизации № 2»), строительно-монтажного управления треста «Волгостальконструкция», работники горэлектросети (ныне — ЗАО «Пензенская горэлектросеть»).
Очень часто встречается ошибочная точка зрения, что автором монумента «Глобус» является пензенский изобретатель Владимир Андреевич Бобиков — председатель совета ветеранов ОАО «Эра». На самом деле В. А. Бобиков являлся автором проекта капитальной реконструкции монумента, осуществлённой в начале 2000-х годов. К созданию монумента в 1972 году он не имеет отношения.